# Acuerdo de Nueva Imperial
El Acuerdo de Nueva Imperial es el nombre dado al compromiso entre Patricio Aylwin, candidato presidencial de la Concertación de Partidos por la Democracia, y un conjunto de organizaciones indígenas, en el marco de la elección presidencial de Chile de 1989. Recibe su nombre por la ciudad de Nueva Imperial, lugar de su firma.

## Antecedentes
La organización mapuche de oposición a la dictadura militar comenzó a tomar fuerza a partir de la conformación de Ad-Mapu en 1980, en rechazo al proceso de división de comunidades iniciado con el DL N°2.568 de 1979. Sin embargo, a partir de 1983 esta orgánica se orientó hacia el Partido Comunista y otras fuerzas de izquierda, llevando a la salida de sectores moderados y, en general, a una fragmentación de la organización. Para el plebiscito de 1988 parte importante de estas fuerzas se unieron en contra de la continuidad de Augusto Pinochet, mientras que otras, como el Consejo de Todas las Tierras, llamaron a no votar por considerar que se trataba de un proceso electoral sin legitimidad.
A la fragmentación de las organizaciones opositoras se sumaba la existencia del oficialista Consejo Regional Mapuche, organizado a su vez en distintos Consejos Comunales. Esta organización había sido creada en 1977 por el régimen militar, y aunque tenía un rol consultivo y era dependiente de la Intendencia de la Araucanía, articulaba a un segmento de la población mapuche leal al régimen militar. Este Consejo Regional distinguió a Augusto Pinochet como ülmen füta longko (gran cacique) el 17 de febrero de 1989.
En este contexto, la oposición democrática a Pinochet, aglutinada en la Concertación de Partidos por la Democracia, organizó un encuentro con las principales organizaciones indígenas del país, donde se buscaba reafirmar su apoyo a la candidatura de Patricio Aylwin para las elecciones del 14 de diciembre de 1989, así como su compromiso con la estabilidad institucional del gobierno democrático resultante de esa elección.

## El Acuerdo

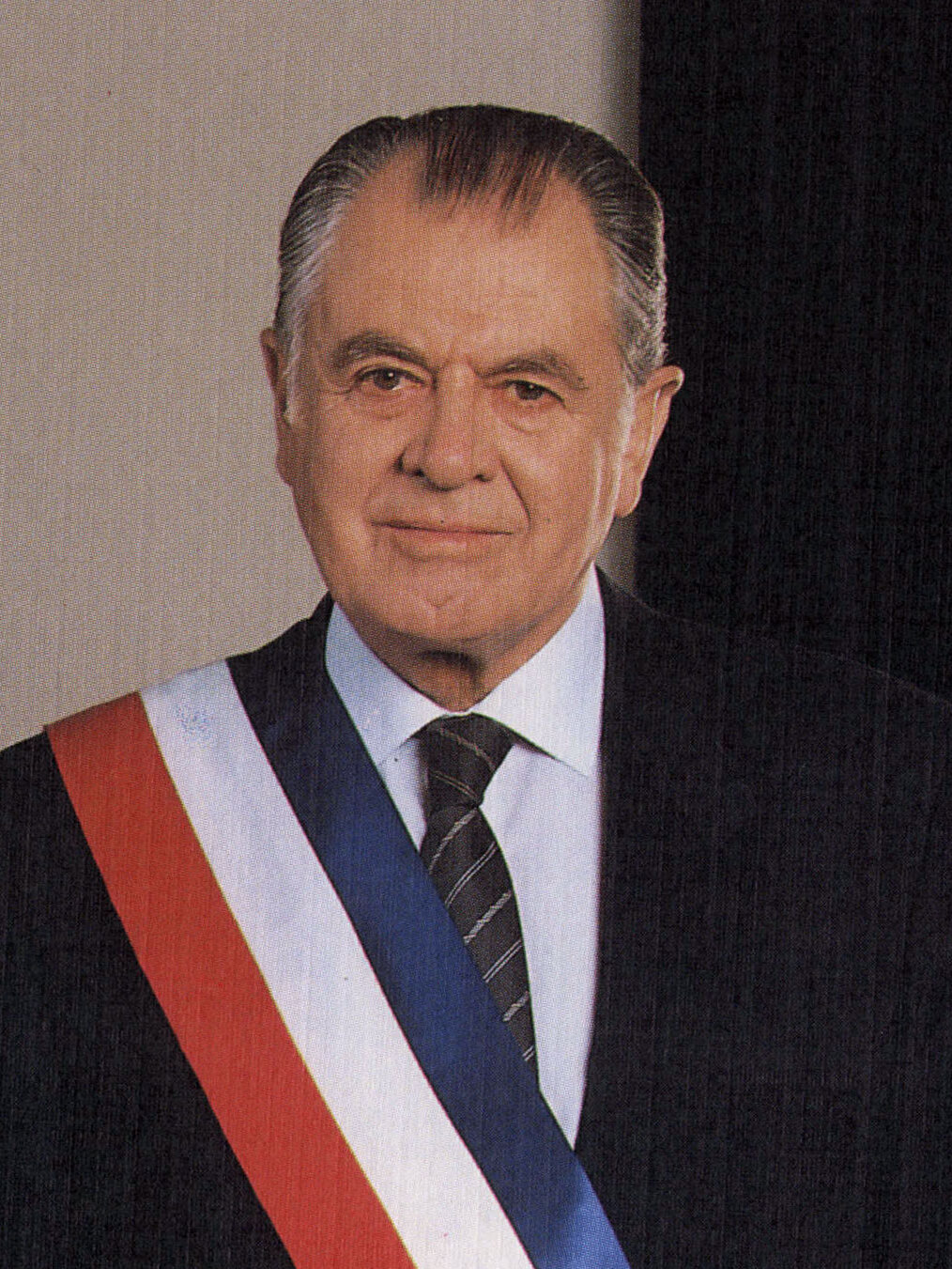
Patricio Aylwin, candidato de la Concertación en 1989.

El texto fue firmado el 1 de diciembre de 1989 por Patricio Aylwin, como representante de la Concertación de Partidos por la Democracia, y un conjunto de autoridades indígenas pertenecientes al Consejo Nacional de Pueblos Indígenas (CNPI), que agrupaba a la mayoría de las organizaciones mapuches, mapuche-huilliches, aymaras y rapa-nui. La principal organización que se excluyó del acuerdo fue el Consejo de Todas las Tierras liderada por Aucán Huilcamán.
Este acuerdo quedó plasmado en el Acta de Nueva Imperial, que registró los siguientes términos:
Por el lado de la Concertación:
- El reconocimiento constitucional de los pueblos originarios y sus derechos económicos, sociales y culturales.
- La creación de una Corporación Nacional de Desarrollo Indígena y de un fondo nacional de etnodesarollo, con la participación de los pueblos originarios.
- La creación de una Comisión Especial de Pueblos Originarios con participación de sus representantes. Esta comisión tendría por objetivo estudiar las distintas propuestas de desarrollo formuladas por los pueblos originarios.

Por el lado de los Pueblos Originarios:
- Apoyar y defender el futuro gobierno de Patricio Aylwin y su gestión en favor de la recuperación democrática.
- Canalizar sus demandas a través de las instancias de participación que se crearán en el futuro gobierno democrático.

## Implementación del acuerdo
Luego del triunfo electoral de Patricio Aylwin, el 27 de julio de 1990 se creó la Comisión Especial de Pueblos Indígenas (CEPI), como espacio para la formulación de una nueva institucionalidad. Este proceso finalizó en 1993 con la promulgación de la ley N°19.253, que creó la Corporación Nacional de Desarrollo Indígena (CONADI), restringió la venta de tierras indígenas a no-indígenas, estableció el Fondo de Tierras y Aguas, y creó un Archivo General de Asuntos Indígenas con fines patrimoniales, entre otras materias. CONADI contó con José Bengoa como primer director, y en su organización se incluyó un Consejo conformado por miembros electos de cada uno de los pueblos originarios del país.
Desde la CEPI también se reforzó la demanda por el reconocimiento constitucional indígena, lo que fue ingresado al Congreso por el gobierno de Aylwin como proyecto de reforma constitucional en enero de 1991. Esta iniciativa logró un apoyo general en la Cámara de Diputados en 1992, pero luego no contó con una mayoría suficiente para seguir su avance legislativo. Finalmente, también se propuso ratificar el Convenio 169 de la OIT, lo que fue ingresado al Congreso en enero de 1991, pero recién aprobado en septiembre de 2008.
Al margen de la discusión legislativa, tempranamente los términos del acuerdo comenzaron a ser tensionados producto de inversiones con alto impacto ambiental en zonas consideradas territorio ancestral por parte de comunidades indígenas. El primer antecedente de este fenómeno fue la aprobación de la Central hidroeléctrica de Pangue en mayo de 1990 en el río Biobío, y que comenzó a operar en 1996. Sin embargo, la mayor crisis se produce durante el gobierno de Eduardo Frei Ruiz-Tagle, producto de la aprobación del proyecto de la Central hidroeléctrica Ralco en territorio pehuenche en 1997. En este contexto, la CONADI apareció como un organismo de escasa fuerza y autonomía frente a otras instituciones del Estado. En torno a esta época surgen las primeras organizaciones autodenominadas de resistencia, como la Coordinadora Territorial Lafkenche (1996) y la Coordinadora Arauco-Malleco (1998), en el marco del llamado conflicto mapuche.